# Assassin’s Creed Syndicate
Assassin’s Creed Syndicate ist das neunte Videospiel der Assassin’s-Creed-Reihe und wurde im Oktober 2015 von Ubisoft für die Systeme PlayStation 4 und Xbox One veröffentlicht. Eine Version für Windows erschien im November 2015, eine Umsetzung für Google Stadia im Dezember 2020.
Das Spiel spielt im London des Viktorianischen Zeitalters und behandelt die industrielle Revolution. Es folgt den beiden Hauptcharakteren, den Zwillingen Jacob und Evie Frye. Die beiden sind Anführer der Bruderschaft der Assassinen in London, welches zu Beginn noch von den Templern und deren Gang, den Blighters, kontrolliert wird. Außerdem begegnet man den Charakteren Bishop, Shaun und Rebecca in den Gegenwartssequenzen wieder.
Nach dem Beenden der verschiedenen Hauptmissionen kann man noch weitere Gebiete in London von den Templern erobern und zahlreiche Nebenmissionen absolvieren. Im Spielverlauf lernt man außerdem Charles Dickens, Charles Darwin, Robert Topping, Karl Marx, Königin Victoria, den jungen Arthur Conan Doyle (Dreadful Crimes) und Florence Nightingale kennen.

## Handlung

### Intro
Die Handlung spielt zunächst in der Gegenwart, mit einem neuen und unbekannten Assassinenadepten aus der Ich-Perspektive. Dieser wird von der Assassinen-Bruderschaft beauftragt, sich in die Helix-Erinnerungen der beiden Zwillingsassassinen Jacob und Evie Frye einzuloggen, um dadurch den Aufenthaltsort eines Edenreliktes zu finden, welches in London verborgen sein soll. Abstergo ist ebenfalls dabei, das Edenrelikt zu suchen. Mittlerweile haben Rebecca Crane und Shaun Hastings eine Abstergo-Anlage infiltriert und spionieren ein geheimes Templer-Treffen aus.
Im Jahre 1868 schreibt der Assassine Henry Green – geborener Jayadeep Mir, der Sohn des indischen Assassinen, Arbaaz Mir – an die Assassinen-Bruderschaft und bittet um Hilfe im Kampf gegen die Templer in London. Green erklärt, dass die Bruderschaft in London kurz vor der Auflösung steht und der Templer-Großmeister, Crawford Starrick, die Herrschaft über die Stadt übernimmt. Er kontrolliert sowohl die Londoner Industrie als auch die organisierte Kriminalität. Starrick plant mit dem erworbenen Reichtum und politischen Einfluss die Kontrolle über Großbritannien und das britische Empire zu ergreifen.
Außerhalb von London beginnen die beiden Frye-Zwillinge (Jacob und Evie) ihre blutige Arbeit als Assassinen. Jacob tötet einen korrupten Fabrikchef namens Rupert Ferris. Evie infiltriert derweil ein Labor, das einem Mann namens David Brewster und der Templer-Okkultistin Lucy Thorne gehört. Evie ermordet David Brewster, dieser erzählt ihr in seinem Todeskampf, dass Großmeister Starrick dabei ist, ein zweites Edenstück zu suchen, welches ihn unbesiegbar machen würde. Nach dem erfolgreichen Abschluss ihrer Mission entschließen sich die Assassinenzwillinge die Befehle ihrer Bruderschaft zu missachten, um nach London zu reisen und Starricks Expansionspläne aufzuhalten.
In der Gegenwart spionieren Rebecca und Shaun ein Treffen zwischen den Templerführern Isabelle Ardant und Álvaro Gramática aus. Die beiden versuchen, Isabelle zu fangen. Diese kann den Angriff der beiden jedoch rechtzeitig abwehren. Gleichzeitig treffen der Leiter des Sigma-Teams, Otso Berg (siehe Assassin’s Creed Rogue), und Violet da Costa ein und können Rebecca und Shaun festnehmen. Als die Teamleiterin der Assassinenoperationen, Bischof, als Ablenkungsmanöver Sprengstoff detonieren lässt, gelingt Rebecca und Shaun die Flucht aus den Händen der Templer.

### Hauptgeschichte

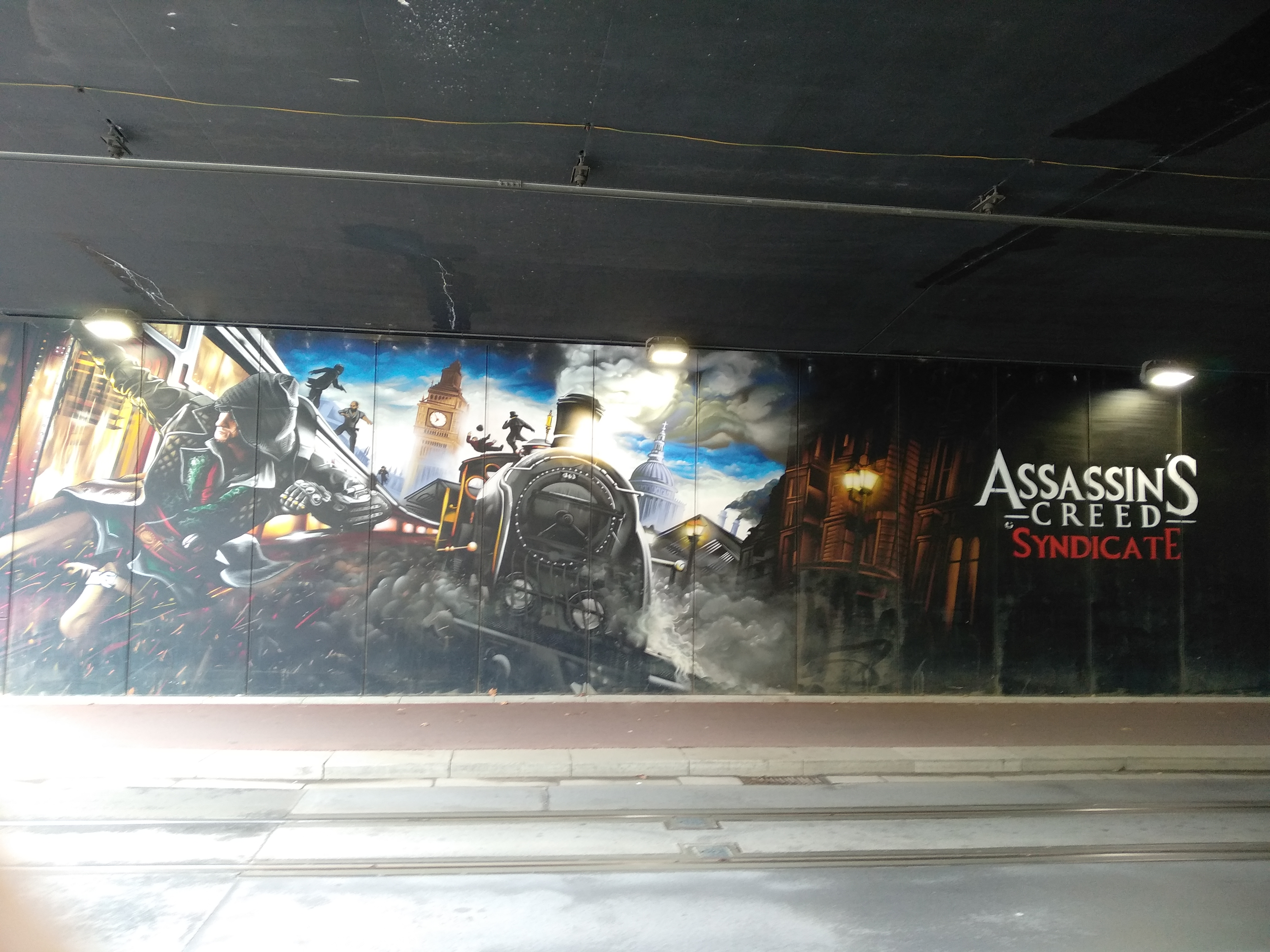
Tunnelgraffiti einer Spielszene aus Assassin’s Creed Syndicate (Antwerpen)

Wieder zurück in der Helix-Erinnerung kommen die Frye-Zwillinge in London an und treffen sich mit dem Verfasser des Hilferufes aus London, Henry Green. Dieser stellt sich als ein Bekannter ihres Vaters vor. Jacob und Evie haben unterschiedliche Pläne, wie man London aus den Händen der Templer befreit; Jacob schlägt vor, direkt den Kampf mit den Templern aufzunehmen, während Evie die Suche nach dem verschwundenen Edenrelikt fortsetzen möchte. Beide sind sich einig, die verschiedenen Bezirke von London vom Einfluss der Templer zu befreien. Dieses wollen sie erreichen, indem sie die Templer-kontrollierten kriminellen Banden besiegen, sowie deren Unternehmen sabotieren und hochrangige Templerkommandeure ermorden. Die Zwillinge lernen ihre zukünftigen Verbündeten Clara O’Dea, Ned Wynert und Sergeant Abberline kennen und befreien mit deren Hilfe und der der Rooks – einer im Spielverlauf gegründeten Gang – den Londoner Bezirk Whitechapel. Bei einer Straßenschlacht erobert Jacob einen Zug, der den Rooks fortan als Hauptquartier ihrer Unternehmungen dienen wird.
Jacob beschließt, zunächst den geheimnisvollen und süchtig machenden „Sirup“ zu untersuchen, den Starrick in ganz London verkauft und somit die Bevölkerung langsam vergiften will. Er trifft dabei Charles Darwin, der ebenfalls die Quelle des Sirups untersucht. Gemeinsam zerstören sie die Fabrik, in der der Sirup produziert wird und verhören den Besitzer Richard Owen. Owen gesteht, dass ein Arzt namens John Elliotson die Produktion des Sirups in Auftrag gegeben hat. Jacob und Darwin gehen nach Lambeth Asyl, wo Jacob Elliotson ermordet. Als Nächstes beschließt Jacob, die Unternehmerin Pearl Attaway zu unterstützen, die ein Straßenbahn-Geschäft betreibt und eine Konkurrentin von Starrick im Transportgeschäft ist. Er sabotiert Starricks Straßenbahn-Gesellschaft und ermordet den Chef, Malcolm Milner. Milner warnt Jakob jedoch im Todeskampf, dass Starrick und Pearl Attaway Cousinen sind und dass Attaway ebenfalls eine Templerin ist. Jakob beschließt daraufhin Attaway in ihrem Zug zu ermorden.
Etwas später erfährt Jacob von den Machenschaften des Templer-Bankiers Philip Twopennys. Dieser will die Goldreserven aus der Bank von England stehlen, um das britische Pfund zu destabilisieren und die Bevölkerung in Aufruhr zu versetzen. Mithilfe von seinem Verbündeten Sergeant Abberline bricht Jacob in die Bank von England ein und ermordet Twopenny. Anschließend geht Jacob zum britischen Parlament, um ein geplantes Templerkomplott zu vereiteln, das vorsieht den britischen Premierminister Benjamin Disraeli zu ermorden, der ein Anti-Korruptionsgesetz verabschieden möchte. Jacob ermordet den Initiator des Mordkomplotts, den Earl of Cardigan.
Jacob wird von Maxwell Roth, dem Führer der Templer-kontrollierten Bande die Blighters, kontaktiert. Roth bietet an die Templer und Starrick zu verraten und eine Allianz mit den Rooks zu bilden. Jacob nimmt das Angebot an. Nach der Unterstützung von Roth in mehreren Missionen gegen Starrick zerbricht die neu gegründete Allianz des ungleichen Paares, als Roth Jacob austrickst, um ihn in einem Gebäude voller Kinderarbeiter in die Luft zu sprengen. Jacob infiltriert das Hauptquartier von Roth im Alhambra-Theater und ermordet diesen, während dieser noch zuvor ein Feuer im Theater gelegt hat, aus dem Jacob nur knapp entkommen kann.
Mittlerweile sucht Evie nach Hinweisen zu dem Edenrelikt und schafft es, ein Assassinen-Schriftstück von der Templerin Lucy Thorne zu stehlen. Bei der Analyse des Schriftstücks entdeckt Evie, dass es sich bei dem Edenrelikt um das Leichentuch von Eden handelt, das jede Verletzung, einschließlich des Alters, heilen kann und seinen Träger unsterblich macht. Sie folgt der Spur von Hinweisen und findet unter dem ehemaligen Herrenhaus von Edward Kenway (siehe Black Flag), eine Karte die alle in London versteckten Assassinengewölbe detailliert darstellt. Ihre weitere Suche führt sie zu berühmten Sehenswürdigkeiten wie dem Denkmal des Großen Brandes von London und der St Paul’s Cathedral. Sie erhält dabei einen Schlüssel, der Zugang zu dem Gewölbe, in dem sich das Leichentuch befindet, verschafft. Der Schlüssel wird ihr aber von Lucy Thorne gestohlen. Evie geht zum Tower von London, wo sich das Gewölbe mit dem Edentuch befindet und ermordet Lucy Thorne. Thorne erklärt ihr, dass das Leichentuch nicht im Tower ist und behauptet, dass die Assassinen keine Ahnung von der wahren Macht des Tuches haben, bevor sie endgültig stirbt.
Henry Green glaubt, dass das eigentliche Gewölbe im Buckingham-Palast verborgen ist und die Hilfe des Maharadschas Duleep Singh nötig ist, um die Hinweise für das Gebäude zu finden. Leider können die Templer die Hinweise zuerst dechiffrieren. Zusätzlich zu ihrer Jagd auf das Edentuch hilft Evie auch die unbeabsichtigten Konsequenzen zu korrigieren, die Jacobs Attentate und Handlungen in London verursacht haben. Evie hilft dabei der Krankenschwester Florence Nightingale eine Wagenladung lebensrettende Medizin für Kranke zu besorgen, denn Jacobs Sabotage der Sirupfabrik von Richard Owen führt zu einem allgemeinen Medizinmangel in ganz London. Ebenso hält Evie eine drohende Währungsinflation auf, die durch eine Flut von Falschgeld verursacht wird. Inspektor Abberline macht Evie darauf aufmerksam, dass das Falschgeld durch den Diebstahl von Druckplatten geschehen ist, weil Jacobs Attentat auf den Banker Twopenny zu allgemeinen Chaos in der Bank von England geführt habe.
Als alle seine Templerkommandeure von den Assassinen-Zwillingen ermordet worden sind und seine Macht spürbar schrumpft, beschließt Starrick das Edentuch persönlich zu finden. Währenddessen überwerfen sich die Zwillinge im Streit. Evie hält Jacob Rücksichtslosigkeit und übereiltes Handeln vor und dass sie seine verursachten Probleme immer wieder korrigieren muss, während Jacob Evie offensichtliche Untätigkeit vorwirft. Beim Höhepunkt des Streites warnt Henry Green die Frye-Zwillinge, das Starrick plant in den Buckingham-Palast einzubrechen um das Grabtuch zu stehlen und alle hochrangigen Vertreter von Kirche und Staat zu töten. Die Frye-Zwillinge beschließen trotz ihrer Differenzen wieder zusammenzuarbeiten, um Starrick das Handwerk zu legen. Die Zwillinge infiltrieren einen Tanzball, der im Palast gehalten wird, wo sie auf Königin Victoria und Starrick treffen. Starrick plant mithilfe von Scharfschützen die prominente Gesellschaft auf dem Ball zu ermorden, dieses kann jedoch noch knapp von Jacob verhindert werden.
Währenddessen findet Starrick das Gewölbe im Garten des Buckingham-Palasts und nimmt das Edentuch an sich, das ihm übermenschliche Kraft und die Regeneration seiner Verwundungen verleiht. Die Zwillinge schaffen es zusammen mit Henry Green, Starrick zu besiegen und zu töten. Nach der Schlacht bringen Jacob und Evie das Leichentuch zum Gewölbe zurück, um es vor dem Missbrauch durch die Templer zu schützen. In Anerkennung ihrer Taten schlägt Königin Victoria die Frye-Zwillinge zu Rittern und Bewahrern des britischen Empire. Die beiden Geschwister versöhnen sich wieder und beschließen in Zukunft zusammenzuarbeiten.
In der Gegenwart, als der Aufenthaltsort des Edentuchs durch die erlebte Helix-Erinnerung bekannt ist, brechen Shaun, Rebecca und die russische Assassine Galina Voronina zum Gewölbe auf um das Edentuch zu bergen. Unglücklicherweise haben die Templer Otso Berg, da Costa und Ardant das Edentuch bereits gefunden und sind dabei dieses zu bergen. Die drei Assassinen beschließen das Templer-Trio anzugreifen um das Tuch zu stehlen, es kommt zu einem heftigen Kampf. Dabei kann Rebeca ihren Assassinen-Mitkämpfer Sean vor einer nahenden Kugel bewahren, indem sie sich selbst in die Schusslinie wirft. Sie wird dabei schwer verwundet. Während des Kampfes kann die Templerin da Costa mit dem Edentuch entkommen, als eine Sigma-Einheit der Templer das Gewölbe stürmt. Als sich die Assassinen in Isabels Computer hacken, finden sie heraus, dass die Templer das Edentuch dazu benutzen wollen, um einen lebenden Vorläufer zu konstruieren. Die visuelle Aufzeichnung zeigt auch, dass die Göttin Juno heimlich bestimmte Mitarbeiter in Abstergo manipuliert, um ihre eigenen Pläne mit dem Edentuch zu verwirklichen.
Der Spieler hat nach dem Abschluss der Gegenwartserinnerung die Möglichkeit, geheime Aufträge für Queen Victoria anzunehmen, die dem Schutz der Regierung und des British Empire dienen.

### Jack the Ripper
Der DLC Jack the Ripper spielt im Herbst 1888, der auch als „Herbst des Schreckens“ bezeichnet wird, und beginnt mit einer Zwischensequenz, in der Jacob vor dem Serienmörder Jack the Ripper flieht, der ihn anschließend kampfunfähig macht und augenscheinlich einen tödlichen Stoß versetzt, bevor die Sequenz plötzlich aufhört. Infolge dieses Vorfalls kommt Evie aus Indien zurück und hilft Inspektor Frederick Abberline dabei, den Täter aufzuspüren und unschädlich zu machen, der zuvor schon einen Teil der Whitechapel-Morde begangen hatte. Die Spuren führten Evie zu einem ehemaligen Mitglied der Assassinenbruderschaft, einen Schüler von Jacob namens Jack und mit ihm zum Lambeth Asylum, wo dieser die restlichen Spuren seiner früheren psychiatrischen Behandlung vernichtete. Abberline droht Evie, dass er ihr im weiteren Verlauf den Schutz entziehen muss, wenn sie Jack nicht zur Strecke bringt, da sie in den Mord einer der Leutnants des Rippers verwickelt ist, woraufhin sie nach dem letzten kanonischen Mord alte Tatorte untersucht und feststellt, dass es sich bei den Opfern allesamt um Mitglieder der Assassinenbruderschaft handelte, was aus Ringen hervorgeht, die alle vor ihrem Tod zum Schutz der Bruderschaft weggeworfen hatten. Nachrichten des Rippers zufolge hat dieser Jacob nie verziehen, seine Mutter nicht vor dem Tod durch Crawford Starrick geschützt zu haben. Evie folgert, dass sich der Ripper vermutlich im Lambeth Asylum aufhalten wird, konfrontiert und tötet ihn dort, bevor sie Jacob in Sicherheit bringt, der kaum noch am Leben ist. Nach dem Tod von Jack akzeptiert Abberline, die Identität des Rippers geheim zu halten, um die Bruderschaft zu schützen.

## Nebenaufgaben und Wirtschaft

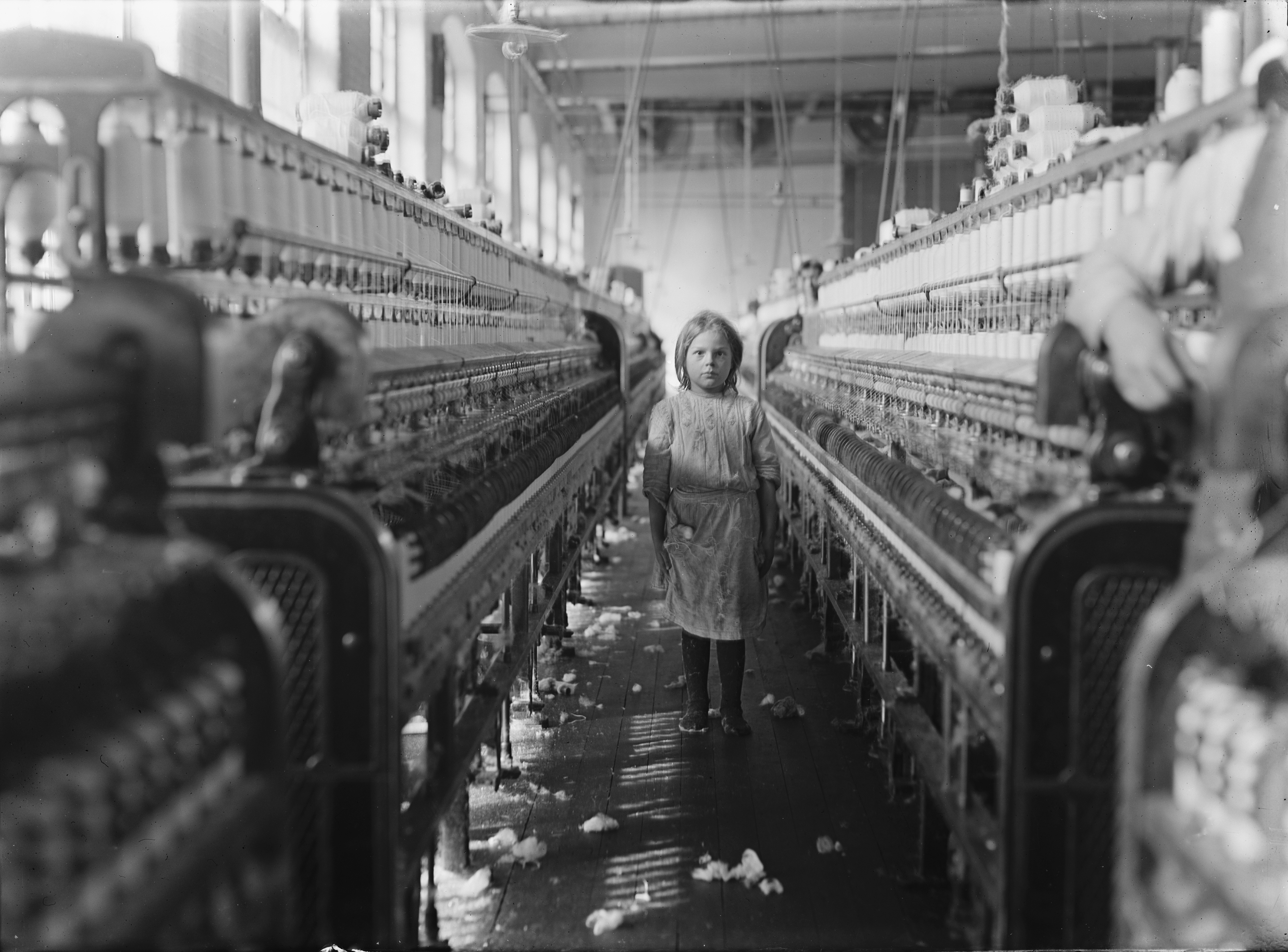
Kinderarbeit in einer Wollfabrik (Anfang des 20. Jahrhunderts), eine Aufgabe des Spielers ist die Befreiung von Kindern aus den Fabriken

Ein besonderer Schwerpunkt liegt auf der Eroberung der einzelnen Londoner Bezirke, die zu Anfang noch von den Templern und deren Gang – den Blighters, kontrolliert werden. Die Eroberung der Bezirke reduziert die Präsenz der feindlichen Gang und schaltet neue Gegenstände und Aufgaben frei.
Der Spieler hat dabei vier verschiedene Möglichkeiten den Bezirk zu erobern:
- Kopfgeldjagd (ein krimineller Templer muss Inspektor Abberline übergeben werden)
- Templerjagd (ein hochrangiger Templer muss ermordet werden)
- Kinderbefreiung aus Fabriken (eine bestimmte Anzahl von Kinderarbeitern muss aus einer Fabrik befreit werden)
- Gangquartier (alle feindlichen Blighters müssen in dem Quartier eliminiert werden, als Nebenaufgabe können befreundete Rooks befreit oder Schlachtpläne der Gegner verbrannt werden)

Nach der erfolgreichen Eroberung eines Boroughs tritt der Spieler mit seiner Rook-Gang gegen den Anführer und seine Gang im Straßenkampf an. Besiegt der Spieler den Anführer und die Mitglieder der feindlichen Gang gehört der Bezirk den Rooks.

### Wirtschaft
Geld und Gegenstände können entweder gekauft, gefunden oder als Missionsbelohnung erhalten werden. Laufende Einnahmen erhält man über den Tresor im Zug. Es besteht die Möglichkeit, das Einkommen über das Gang-Upgrade-Menü zu erhöhen. Materialien zur Herstellung erlangt der Spieler durch das Öffnen von versteckten Truhen in der Stadt. Waffen, Ausrüstung und Kleidung können nur hergestellt werden, wenn der Spieler in den Truhen eine Herstellungsvorlage findet oder sie werden als Missionsbelohnung nach dem erfolgreichen Absolvieren einer Erinnerung oder Nebenaufgaben verliehen. Manche Ausrüstungsgegenstände können nur durch bestimmte Herstellungsmaterialien konstruiert werden.
Weiterhin kann der Spieler durch das Gang-Upgrade-Menü seine Gang besser ausrüsten und deren Kampfleistung verbessern. Er kann auch den Kampffähigkeiten seiner Gegner einen Malus versetzen.

### Nebenaufgaben

#### Frachtdiebstahl
Der Spieler hat die Möglichkeit, eine Pferdekutsche der feindlichen Blighters zu klauen, entweder aus einem bewachten Hinterhof oder als Eskorte auf den Straßen.

#### Wagen-Eskorte
Der Spieler muss eine Pferdekutsche seiner Gang sicher in ein entsprechendes Gangquartier begleiten. Übernimmt man den Auftrag, wird die Kutsche auf dem Weg zum Quartier von den feindlichen Blighters angegriffen.

#### Zugüberfall
Der Spieler kann einen feindlichen Zug der Blighters ausrauben. Dazu muss er den Zug entern und die feindlichen Wachen und Späher ausschalten und die versteckten Schatullen finden.

#### Schmugglerboot
Der Spieler kann ein Schmugglerboot der Blighters überfallen und mithilfe von Nitro- und Dynamitkisten die darauf befindliche Fracht zerstören. Optional kann auch der Chef der Schmuggler getötet werden, was mehr Geld und Erfahrungspunkte bringt.

#### Bootsüberfälle
Sobald der Spieler das Boot der Blighters betritt, läuft ein Rückwärtstimer. Innerhalb der angegebenen Zeit muss der Spieler erst den Kapitän des Schiffes eliminieren und das in seinem Besitz befindliche Ladeverzeichnis an sich nehmen. Als zweites markiert er die Frachtkisten der Blighters auf dem Schiff.

## Junos Zeitanomalie
Juno kontaktiert den Spieler persönlich durch die Helix-Simulation und zeigt diesem ein neues Speichersegment von Lydia Frye aus der Zeit des Ersten Weltkrieges.
Lydia Frye ist das Enkelkind von Jacob. Jacob hat einen Sohn, der auch in die Bruderschaft eingezogen worden ist. Dieser heiratet und bekommt ein Kind namens Lydia Frye, geboren 1893. Auch sie wurde in die Bruderschaft aufgenommen und von ihren Großeltern geschult. Sie heiratet später einen Assassinen namens Sam Crowder, behält aber ihren Mädchennamen.
Beim Ausbruch des Ersten Weltkrieges bleibt Lydia in London, um gegen deutsche Spione und Templer-Terroristen zu kämpfen. Im Jahr 1916, auf Geheiß von Winston Churchill, infiltriert und beseitigt Lydia eine deutsche Templer-Spionage-Anlage in der Tower Bridge. Im Austausch für ihre Dienste verspricht Churchill Lydia, dass er alles tun würde, was er für die Gleichstellung von Frauen tun könnte, wenn er nach dem Krieg in das Parlament zurückgekehrt ist. Lydia erobert im Zuge ihrer Missionen jedes einzelne Templer-Gebiet in London und tötet dabei deutsche Spione und Templer-Kommandeure. Für jeden Auftrag den Lydia abgeschlossen hat, erscheint Juno und erzählt dem Spieler etwas aus ihrer Vergangenheit. Zum Schluss wünscht sie sich, dass sie und die Assassinenbruderschaft in Zukunft zusammenarbeiten könnten.

## Spielprinzip
Bei Assassin’s Creed Syndicate handelt es sich erneut um ein Open-World-Spiel aus der Third-Person-Perspektive. Neu ist, dass zwischen zwei Hauptcharakteren gewechselt werden kann, welche über etwas unterschiedliche Fähigkeiten verfügen. So soll die Spielweise von Evie Frye mehr auf heimlicher Vorgehensweise basieren, während Jacob Frye rücksichtsloser agiert. Dem Spieler stehen verschiedene Waffen wie ein Khukri, ein Stockdolch, ein sechsschüssiger Revolver oder auch ein Schlagring zur Verfügung. Ebenfalls neu ist die Einführung eines abschießbaren Hakens mit daran befestigtem Seil, wodurch der Spieler sich nach oben ziehen kann. Außerdem kann man sowohl für sich als auch für seine Gang Fähigkeiten erwerben.
Im Gegensatz zu den Vorgängern gibt es weder einen Koop-Mehrspielermodus noch einen kompetitiven Mehrspielermodus. Als Grund hierfür wurde angegeben, dass Ubisoft sich voll auf den Einzelspielermodus konzentrieren wolle.

## Lokalisation
Die deutschsprachige Übersetzung und Synchronisation erfolgte durch die mouse-power GmbH.
| Rolle                 | Original Sprecher*in | Deutsche/r Sprecher*in   |
| --------------------- | -------------------- | ------------------------ |
| Jacob Frye            | Paul Amos            | Torben Liebrecht         |
| Evie Frye             | Victoria Atkin       | Giuliana Jakobeit        |
| Lucy Thorne           | Emerald O’Hanrahan   | Anna Gamburg             |
| Crawford Starrick     | Kris Holden-Ried     | Sven Brieger             |
| Rupert Ferris         | Allan Cooke          | Gerald Paradies          |
| Dr. John Elliotson    | Ian Clark            | Ernst-August Schepmann   |
| Alexander Graham Bell | Mark Rowley          | Tommy Morgenstern        |
| Charles Dickens       | Des McAleer          | Werner Wilkening         |
| Charles Darwin        | Julian Richings      | Uwe Büschken             |
| Königin Victoria      | Ellen David          | Kerstin Sanders-Dornseif |
| Karl Marx             | Matthew Marsh        | Klaus-Dieter Klebsch     |
| Malcolm Millner       | Craig Warnock        | Torsten Münchow          |
| Lydia Frye            | Lisa Norton          | Ulrike Stürzbecher       |
| Pearl Attaway         | Nathalie Toriel      | Gundi Eberhard           |
| Benjamin Disraeli     | David Ferry          | Frank-Otto Schenk        |
| Mary Anne Disraeli    | Jill Frappier        | Eva-Maria Werth          |
| Bishop                | Kate Todd            | Vera Teltz               |
| Shaun Hastings        | Danny Wallace        | Philipp Schepmann        |
| Rebecca Crane         | Eliza Schneider      | Michaela Breit           |
| Isabelle Ardant       | Claudia Besso        | Arianne Borbach          |
| Violet da Costa       | Lucinda Davis        | Ann Vielhaben            |
| Dr. Alvaro Gramatika  | Marcel Jeannin       | Bernd Vollbrecht         |
| Juno                  | Nadia Verrucci       | Claudia Gahrke           |
| Florence Nightingale  | Helen Johns          | Elisabeth Grünwald       |
| George Westhouse      | Peter Mikhail        | Wolfgang Wagner          |
| Agnes MacBean         | Irene Osprey         | Victoria Sturm           |
| Sir David Brewster    | Peter Messaline      | Ernst Meincke            |
| Ned Wynert            | Ferelith Young       | Anke Reitzenstein        |
| Robert Topping        | Gavin Fowler         | Marius Clarén            |
| Henry Raymond         | Andrew Gillies       | Michael Iwannek          |
| Henry Green           | Jaz Deol             | Imtiaz Haque             |
| Arthur Conan Doyle    | Eamon Stocks         | Vincent Borko            |
| Frederick Abberline   | Sam Crane            | Karlo Hackenberger       |
| Clara O’Dea           | Amariah Faulkner     | Luisa Wietzorek          |
| Duleep Singh          | Avin Shah            | Viktor Neumann           |
| Lord Cardigan         | ?                    | Gunnar Helm              |
| Juhani Otso Berg      | Andreas Apergis      | Andreas Müller           |
| Enzio Capelli         | Morgan David Jones   | Tobias Diakow            |
| Winston Churchill     | Rick Miller          | Olaf Reichmann           |
| Catherine Gladstone   | Alex Dallas          | ?                        |
| Bloody Nora           | Bloody Nora          | ?                        |
| Howard Roberts        | Bruce Beaton         | ?                        |
| Philip Twopenny       | Clive Walton         | ?                        |
| William Gladstone     | Damon Redfern        | ?                        |
| Jonnie Boiler         | David Greig          | ?                        |
| Maxwell Roth          | John Hopkins         | ?                        |
| James Brudenel        | John Nelles          | ?                        |
| Nigel Bumble          | Mark Rendall         | ?                        |
| Galina Voronina       | Patricia Summersett  | ?                        |
| Richard Owens         | Philip Craig         | ?                        |
| Miss Cuthbert         | Roanna Cochrane      | ?                        |
| Edward Hodson Bayley  | Shaun Austin-Olson   | ?                        |
| Dr. Wilburn           | Stewart Arnott       | ?                        |
| Jude Boyd             | Zachary Bennett      | ?                        |
| Jack the Ripper (DLC) | ?                    | Martin Kautz             |

## Vermarktung

### Sondereditionen
Wie schon bei den vorherigen Teilen der Reihe gibt es mehrere Sondereditionen, die unterschiedliche Zusatzinhalte enthalten. Dabei handelt es sich sowohl um reale Gegenstände, wie Figuren oder einen Flachmann, als auch um digitale Zusatzinhalte. Auch wird es wieder einen Season Pass geben.
| Inhalte                   | Standard (Konsolen & PC) | Special Edition (Konsolen & PC)             | Gold Edition (PC)                           | Rooks Edition (Konsolen & PC)                                | Charing Cross Edition (Konsolen & PC)                        | Big Ben Collector’s Case (Konsolen & PC)                     |
| ------------------------- | ------------------------ | ------------------------------------------- | ------------------------------------------- | ------------------------------------------------------------ | ------------------------------------------------------------ | ------------------------------------------------------------ |
| Spieledisk                | ja                       | Wahlweise möglich                           | nein                                        | ja                                                           | ja                                                           | Wahlweise möglich                                            |
| Spiele-Download           | nein                     | Wahlweise möglich                           | ja                                          | nein                                                         | nein                                                         | Wahlweise möglich                                            |
| Exklusive Verpackung      | nein                     | nein                                        | nein                                        | ja                                                           | ja                                                           | ja                                                           |
| Artbook                   | nein                     | nein                                        | nein                                        | ja                                                           | ja                                                           | ja                                                           |
| Jacob-Figur               | nein                     | nein                                        | nein                                        | nein                                                         | ja (Jacob-Kreuzung)                                          | ja (Jakob-Uhrwerk)                                           |
| CD-Hülle                  | nein                     | nein                                        | nein                                        | nein                                                         | nein                                                         | ja (FuturePak)                                               |
| Soundtrack                | nein                     | nein                                        | nein                                        | ja                                                           | ja                                                           | ja                                                           |
| Karte von London          | nein                     | nein                                        | nein                                        | ja                                                           | ja                                                           | ja                                                           |
| Lithographie              | nein                     | nein                                        | nein                                        | nein                                                         | nein                                                         | ja                                                           |
| Premium-Flachmann         | nein                     | nein                                        | nein                                        | nein                                                         | nein                                                         | ja                                                           |
| Season Pass               | nein                     | nein                                        | ja                                          | nein                                                         | nein                                                         | ja                                                           |
| Einzelspieler-Mission     | nein                     | ja (Die Verschwörung um Darwin und Dickens) | ja (Die Verschwörung um Darwin und Dickens) | ja (Die Verschwörung um Darwin und Dickens, Führerloser Zug) | ja (Die Verschwörung um Darwin und Dickens, Führerloser Zug) | ja (Die Verschwörung um Darwin und Dickens, Führerloser Zug) |
| Einzelspieler-Gegenstände | nein                     | nein                                        | ja (Baker-Street-Outfit)                    | nein                                                         | nein                                                         | nein                                                         |

## Leak
Bereits am 2. Dezember 2014 gab es einen Leak, welcher Material aus einem zukünftigen Assassin’s Creed zeigte. Dabei wurde der angebliche Titel als Assassin’s Creed Victory benannt und das Setting im viktorianischen Zeitalter wurde bekannt. Auch die neue Spielmechanik des Greifhakens wurde durch diesen Leak vorzeitig bekannt. Ubisoft selbst äußerte sich bereits kurz nach dem Leak und gab bekannt, dass das Spiel bereits einige Jahre in Entwicklung sei und dass es später offiziell enthüllt werden würde, da die Erweiterung von Assassin’s Creed Unity weiterhin Vorrang hätte.
Am 11. Mai 2015, einen Tag, bevor die offizielle Ankündigung stattfinden sollte, gab es erneut einen Leak. Hierbei wurde bereits bekannt, dass es zwei Hauptcharaktere geben würde, von denen einer weiblich sein sollte. Ebenfalls wurden die beiden bereits als Geschwister beschrieben. Ubisoft bestätigte dies am 12. Mai in einem eigenen Blogeintrag, ging aber auf den Leak selbst nicht ein.

## Soundtrack
Der Soundtrack wurde von dem US-amerikanischen Komponisten Austin Wintory geschrieben und hat einen romantischen Stil.